# Barbara Frietchie (film 1915)
Barbara Frietchie è un film muto del 1915 diretto da Herbert Blaché.
Fu la terza versione cinematografica del poema di Whittier, dopo Barbara Fritchie: The Story of a Patriotic American Woman, un cortometraggio del 1908 e un altro Barbara Frietchie del 1911 prodotto dalla Champion Film Company. Nel poema non appare il personaggio della giovane Barbara che fu creato da Clyde Fitch. Fu uno dei due soli film girati da Mrs. Thomas W. Whiffen (Blanche Galton), un'anziana attrice di teatro nata a Londra nel 1845.
Nel 1924, ne verrà fatto un nuovo adattamento, sempre con il titolo Barbara Frietchie, interpretato da Florence Vidor che finisce con il ricongiungimento degli innamorati alla fine della guerra.

## Trama
A Frederick, nel Maryland, il diciottesimo compleanno di Barbara Frietchie viene interrotto dai soldati dell'Unione che hanno preso possesso della città e che sono alla ricerca di cibo. Il capitano Trumbull, per difendere la ragazza, non esita ad arrestare i suoi uomini. Ma Barbara, nonostante sua nonna ammiri gli stati del Nord, odia gli yankees e rifiuta le attenzioni di Trumbull. Rivede però le proprie opinioni quando il capitano aiuta suo fratello Arthur a sfuggire alla cattura. La coppia decide di sposarsi ma Arthur, per sbaglio, spara al capitano. Resosi conto dell'errore, lo porta a casa ferito. Barbara impedisce alle truppe confederate che, nel frattempo, hanno occupato la città, di entrare. Ciò nonostante, il capitano non sopravvive. La signora Frietchie, la nonna di Barbara, furiosa issa la bandiera che, anni prima, le era stata regalata da Thomas Jefferson. Jack Negly, uno dei confederati, pretendente respinto di Barbara, spara sulla ragazza, uccidendola. La nonna prende la bandiera e copre i corpi dei due innamorati.

## Produzione
Il film fu prodotto dalla Popular Plays and Players Inc.

## Distribuzione
Distribuito dalla Metro Pictures Corporation, uscì nelle sale cinematografiche statunitensi il 28 novembre 1915.